# Trakthyggesbruk
Trakthyggesbruk är ett skogsbrukssätt som innebär att man etablerar en ny generation träd samtidigt i beståndet. Detta sätt att bedriva skogsbruk är dominerande i Sverige, men har i mindre omfattning ersatts av hyggesfritt skogsbruk.

## Allmänt
Under uppväxten vårdas beståndet med olika former av röjning och gallring, för att slutligen skördas genom någon form av slutavverkning, varpå ett nytt bestånd kan anläggas och cykeln upprepas.
Skog som sköts med trakthyggesbruk är vanligtvis enskiktad och ibland tvåskiktad, det vill säga alla träd är ungefär lika höga och det finns ett tydligt krontak. 
Trakthyggesbruk har varit helt dominerande i Sverige sedan 1950-talet. Det är lätt att förstå och att reglera, eftersom det följer en odlingsföljd som människor känner igen från jordbruket och trädgården: skötseln startar med sådd/plantering och den uppväxande grödan vårdas fram till skörden när säsongen är slut och skörden är mogen.
Trakthyggesbrukets faser är:
- Föryngringsfasen
- Ungskogsfasen
- Gallringsfasen
- Slutavverkningsfasen.

Slutavverknings- och föryngringsfasen glider ofta ihop genom att slutavverkningen inleder föryngringsfasen. Ibland används beteckningen hyggesfas för början av föryngringsfasen, innan nya plantor har etablerats. 
Tiden från en slutavverkning till nästa slutavverkning kallas omloppstid. Om man dividerar en markägares totala skogsinnehav med den genomsnittliga omloppstiden för skogen får man årsytan, det vill säga den yta som årligen i genomsnitt behandlas med varje åtgärd inom trakthyggesbruket. Ju längre omloppstid desto mindre blir årsytan och vice versa.

### Föryngringsfasen
Med föryngring avses etableringen av ett nytt skogsbestånd som ersätter beståndet som avverkats. Detta kan göras på många olika sätt. En skiljelinje går mellan naturlig föryngring och artificiell föryngring, så kallad skogsodling. Vid naturlig föryngring utnyttjar man fröfallet i den gamla skogen, från fröträd och eller från den omgivande skogen. Undantagsvis utnyttjas rot- och stubbskott. Vid skogsodling är det vanligaste att man planterar nya ett- eller tvååriga plantor, men det förekommer även att man sår frön eller sätter sticklingar. Det nya beståndet består ofta av både odlade och naturligt föryngrade plantor. 

### Ungskogsfasen
Ungskogsfasen omfattar tiden från det att trädplantorna når över brösthöjd (1,3 meter) till dess att de passerar omkring 7 meters medelhöjd. Under ungskogsfasen sköts beståndet med röjning, som definieras som ”beståndsvårdande utglesning av skog utan tillvaratagande av virke”. Röjningen ska reglera trädslagssammansättningen, koncentrera tillväxten till färre träd och förebygga naturlig avgång. 
Röjning utförs numera oftast motormanuellt med röjsåg. Under perioden 1950–1970 var kemisk lövröjning vanlig i Sverige. Ungskogar med stort lövinslag besprutades då med kemiska medel som dödade lövträden men inte barrträden.

### Gallringsfasen
Gallring definieras som ”beståndsvårdande utglesning av skog med tillvaratagande av virke”. Syftet är, liksom vid röjning, att koncentrera tillväxten till färre träd och att förebygga självgallring. Gallringen ger dels en intäkt tidigt i skogens utveckling och höjer samtidigt det framtida värdet på den kommande slutavverkningen.
All gallring sänker i princip den totala virkesproduktionen i beståndet, alltså inklusive de träd som dör naturligt men den del av produktionen som man kan ta tillvara, det så kallade gagnvirket, ökar däremot. I det nordeuroperiska skogsbruket är gallringar oftast helmekaniserade, med maskinlag bestående av gallringsskördare och skotare

### Slutavverkningsfasen
Slutavverkning innebär skörd och avveckling av den gamla skogen och är den naturliga slutfasen på trakthyggesbrukets cykliska förlopp. Efter slutavverkningen börjar det hela om igen och alla faser upprepas. 
Slutavverkningen glider tidsmässigt ofta över i föryngringsfasen utan någon tydlig gräns. Därför kallas slutavverkningsmetoderna ofta även föryngringsmetoder och i skogsvårdslagen används begreppet föryngringsavverkning.
1919 menade Nordisk familjebok att "trakthuggningen är, i motsats till blädningen, det skogsbrukssätt som ger största öfverskådlighet i skogen" med varnade samtidigt för att "vid trakthuggningen frestas skogsmannen till alltför schablonmässig afverkning, medan blädningen medger mera individuell skötsel af trädgrupperna."